# نورثروپ گرومن بت
نورثروپ گرومن بت (به انگلیسی: Northrop Grumman Bat) یک هواپیمای ساختِ کارخانهٔ نورثروپ گرومن در کشور ایالات متحده آمریکا است. این هواپیما برای نخستین بار در ۱۴ مارس ۲۰۰۶ میلادی مورد استفاده قرار گرفت.